# Øvre Svenningdalen
Øvre Svenningdalen est une localité du comté de Nordland, en Norvège.

## Géographie
Administrativement, Øvre Svenningdalen fait partie de la kommune de Grane.